# Teatro Apolo (Madrid)
El teatro Apolo fue una sala teatral situada en el número 45 de la calle de Alcalá de Madrid (España). Se inauguró el 23 de noviembre de 1873, con un aforo para dos mil doscientos espectadores, que le valió el título de «catedral del género chico» en el Madrid de la Restauración.
En principio adoptó la programación de teatro por horas, habitual entre 1870 y 1910, que haría famosa «la cuarta de Apolo»; es decir, su última sesión, que comenzaba a partir de las doce y media de noche, con obras «más atrevidas», y un público «más despreocupado y jaranero».
Vendido el edificio a una institución bancaria, el viejo teatro Apolo de Madrid desapareció el 30 de junio de 1929.

## Historia

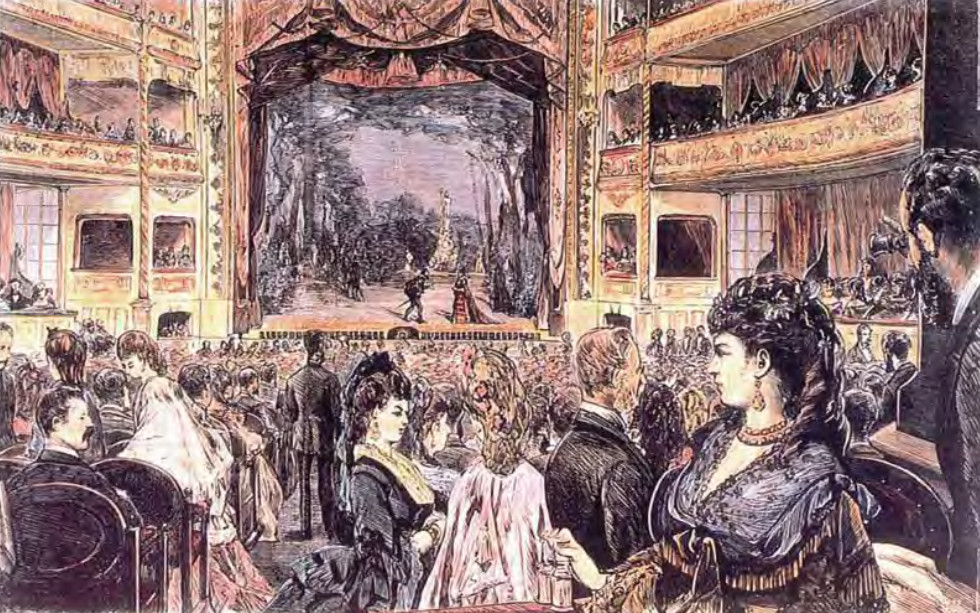
Inauguración del Apolo, en la noche del 23 de noviembre, según dibujo de José Luis Pellicer y grabado de Tomás Carlos Capuz. Publicado en La Ilustración Española y Americana.

Su construcción sobre el solar del antiguo convento de San Hermenegildo (desamortizado en 1836 y derribado en 1870), fue financiada por el banquero Gargollo, entre 1871 y 1873, con proyecto de los arquitectos franceses P. Chanderlot y F. Festau, y firmado por Alejandro Sureda. La función inaugural, el 23 de marzo de 1873, corrió a cargo de la compañía del actor Manuel Catalina.
El propósito inicial del Apolo era representar comedia española, pero atravesó momentos difíciles en sus comienzos, debida a su relativa lejanía del entonces centro de la ciudad y al excesivo precio de sus entradas (18 reales). A pesar de todo ello, seis años después de su inauguración se convirtió en uno de los teatros más populares del Madrid de la Restauración, gracias al género de la zarzuela.

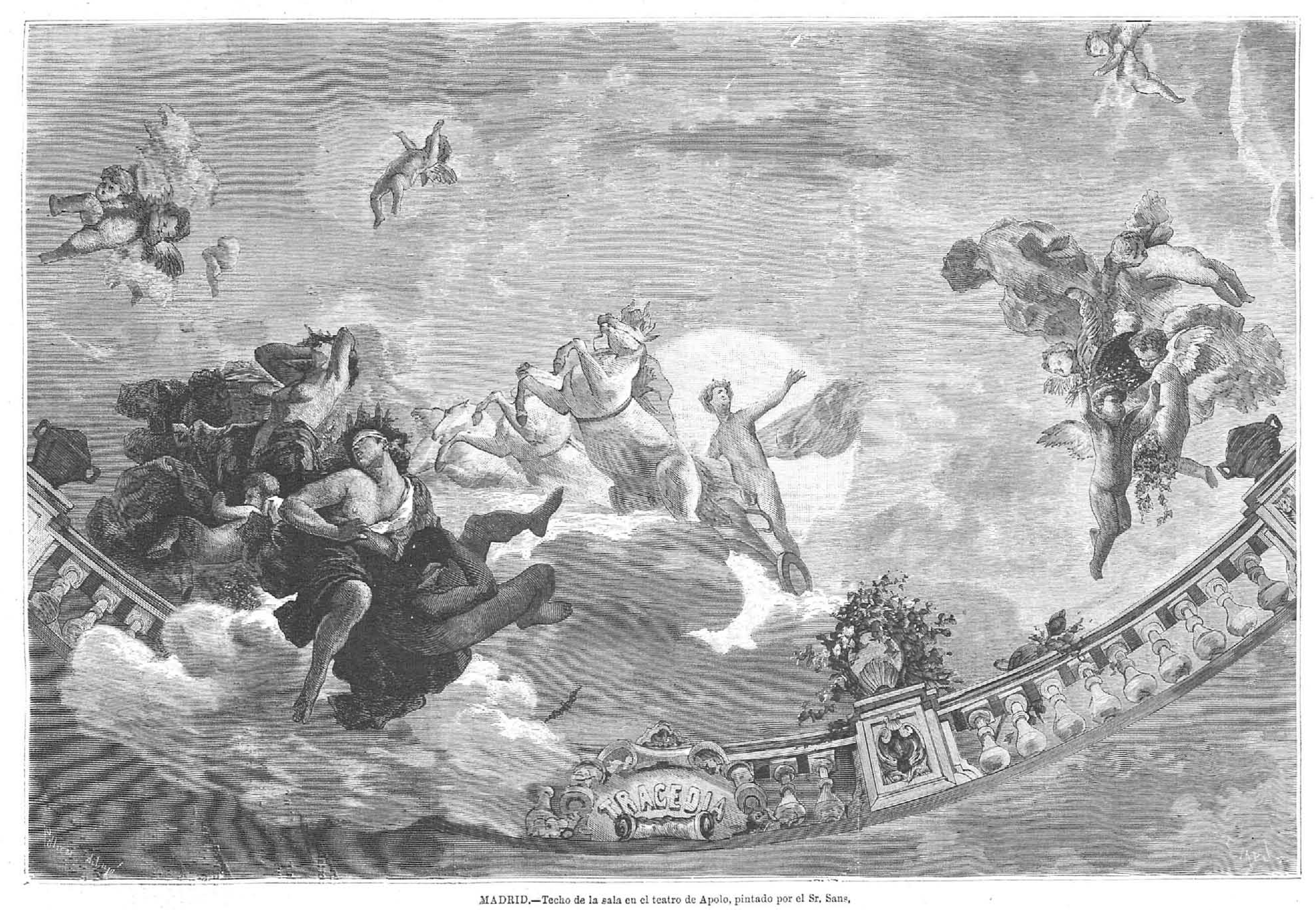
Techo de la sala en el Teatro Apolo, obra de Francisco Sans Cabot, en una ilustración de Pellicer y Capuz.

Entre los primeros estrenos pueden citarse Cádiz (1886), la pieza que abriría y cerraría la existencia del Apolo, de Chueca y Valverde, con libreto de Javier de Burgos y Larragoiti, El dúo de La Africana (1893) de Fernández Caballero, El cabo primero; y en especial las piezas más populares del casticismo madrileño: La verbena de la Paloma (1894), La Revoltosa (1897), Agua, azucarillos y aguardiente (1897). La lista se puede ampliar con Las Bribonas (1908), El trust de los tenorios (1910), El fresco de Goya (1912), El niño judío (1918) y Doña Francisquita (1923).
Sin embargo, tras varios fracasos empresariales, el Apolo madrileño cerró sus puertas el 30 de junio de 1929. El edificio, adquirido por el Banco de Vizcaya, fue derribado para construir la sede en Madrid de dicha empresa financiera. Traspasado al Ayuntamiento de Madrid a finales del siglo XX, se instaló el Área de Gobierno de Hacienda y Administración Pública, con portal en el número 45 de la calle de Alcalá.

## En la ficción
El teatro es escenario del primer capítulo de la novela corta de Emilia Pardo Bazán La gota de sangre.